# Hiram McCullough
Hiram McCullough (ur. 26 września 1813, zm. 4 marca 1885 w Elkton, Maryland) – amerykański polityk związany z Partią Demokratyczną. W latach 1865–1869 przez dwie kadencje Kongresu Stanów Zjednoczonych był przedstawicielem pierwszego okręgu wyborczego w stanie Maryland w Izbie Reprezentantów Stanów Zjednoczonych.